# Turcos occidentales

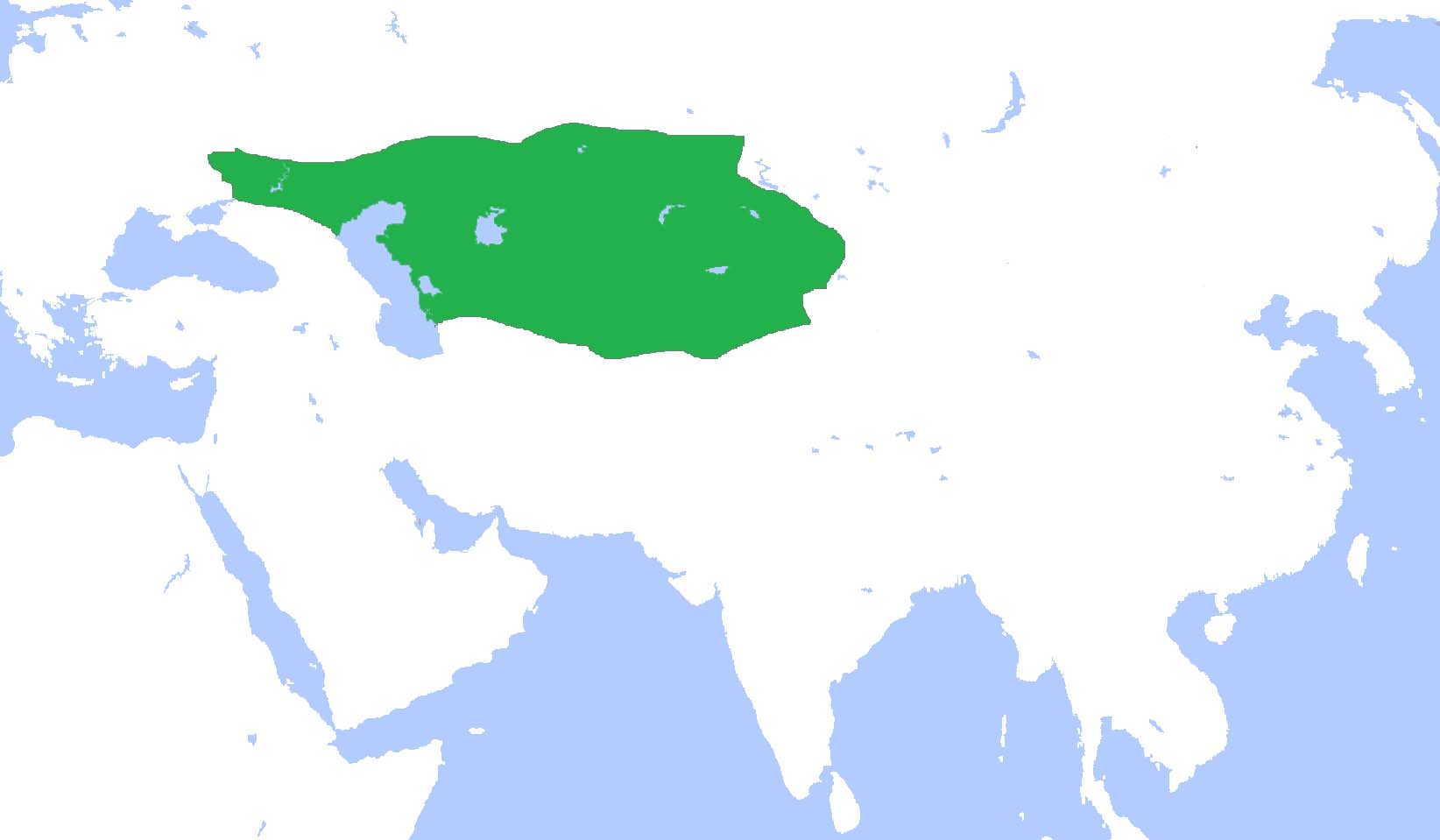
Máxima extensión del kaganato tras la batalla de Bujará.

El kanato de los turcos occidentales fue un estado túrquico de Asia Central que se formó en 552. En 630 su territorio cubría una extensión de 3.500.000 km².

## Antecedentes
Los t'ou-kiue eran una horda turcomongola vasalla de los juanjuan. La palabra T'ou-kiue era el equivalente chino del turco Turküt o simplemente Turc (türk) que significa "fuerte". Estaban gobernados por T'ou-men (en chino) más conocido por la su transcripción Bumin. Cuando este pidió la mano de una princesa juanjuan y le fue negada se alió con Si Wei del noroeste de China que le concedió la mano de una princesa imperial china (551) e hizo la guerra a los juanjuan. Conquistó Mongolia en pocos meses y se apoderó del territorio entre el oeste de Manchuria y el norte de Sogdiana. Estableció su capital en el curso alto del Orjón, cerca de la que luego sería Karakorum.
Bumin murió en 552 y sus dominios se repartieron entre sus dos hijos: Muqan (553-572), kan de los turcos que dominó sobre les hordas orientales, e Istami, yabgu (príncipe o virrey) supeditado al anterior, que gobernó sobre las hordas occidentales

## Formación del kanato
Istami fue el primer yabgu de los turcos occidentales, supeditado a su hermano Muqan, kan de todos los turcos y de las hordas orientales. Tenía su sede en el alto Yilduz cerca de Karasahr y de Gulja (la residencia de invierno era en el lago Issyk-Kul, en el valle del Talas). El límite con los orientales era el macizo de Altái y las montañas al este de Ha-mi.
Hacia 560 se alió con Cosroes I el Justo (Cosroes Anushirwan, 531-579) y juntos atacaron a los heftalitas. Estos, debilitados, parece que abandonaron Asia Central y los turcos ocuparon Sogdiana y los persas Bactriana. Más tarde cambiaría sus alianzas y se uniría a los bizantinos iniciando una larga guerra con Persia (572).

## Guerra con Bizancio y con Persia
Istami murió en 575 y le sucedió su hijo Tardu (575-603) que en chino es conocido como Ta-t'eou. Tardu estaba molesto por un tratado entre los bizantinos y los ávaros, que podrían ser los heftalitas refugiados en la Rusia del sur. Los turcos, aliados a la horda de los hunos Uturgur (una de las hordas en que se habían dividido los hunos occidentales), dirigida por Anagai, atacaron los establecimientos griegos de Crimea y asediaron Bosporos o Panticapea (576) y más tarde Quersoneso (581). Los ataques turcos a los establecimientos griegos de Crimea duraron hasta 590.
Pero el conflicto con Bizancio no impidió a los turcos hacer la guerra a los persas y en 588 o 589 invadieron Bactriana bajo control persa y llegaron a Herat. Bahram VI (590-591) los rechazó, pero aprovechando la guerra civil entre Bahram VI y Cosroes II, en 591, regresaron a la zona. Bahram se alió con los turcos y les cedió Bactriana a cambio de ayuda contra su rival; así Bactriana pasó a control turco y en 597 o 598 no hay duda de que dominaban Balj y Kunduz. A finales del siglo dominaban desde el oasis de Hami hasta el mar de Aral, y desde Persia (con frontera al sur del Oxus, incluyendo Merv, Bactriana i Tojaristán, hasta el norte del Hindu Kush
Tardu rompió relaciones con el kan de los turcos orientales y hacia 582 tomó él mismo el título de gran kan (kagán), envalentonado por China. Atacó a los turcos orientales hacia 585, pero fue rechazado cuando los chinos cambiaron su alianza. Cuando murió el kan de los turcos orientales Tulan Kagan (600), Tardu quiso rehacer la unidad turca y en 601 atacó Chang'an, la capital china. Pero en 603 la tribu de los tolös o töläch (después uigures) que vivían en Dzungaria, se rebelaron instigados por China. Minado por la revuelta y los enemigos en su propia corte, Tardu tuvo que huir a Koki Nor (603), donde desapareció.

## Últimos años de kanato
El kanato occidental se dividió: el nieto de Tardu, Che-kuei, dominó la parte occidental con Tashkent; y un anti-kan, Tchu-lo se apoderó de la región oriental con centro en Ilí. Los chinos apoyaron al primero y el segundo se retiró en 611. Che-kuei fue fiel a China hasta el final. Hacia 615 se le sometieron los sir-tardush de la Kobdo y el macizo de Altái. En 618 le sucedió su hermano T'ong Che-hu (Tun Yabgu Kan) y hacia el principio del reinado se le sometieron los tolös (uigures) a los que había derrotado, y completó la sumisión de Bactriana imponiendo su hegemonía a parte de la cuenca del río Tarim. Hacia el fin de este reinado estuvo en la corte de T'ong el peregrino chino Xuan Zang, a quien encontró en la zona de Tokmak. El rey de Turfán era su vasallo, y su propio hijo Tardu Kan había sido nombrado legin (príncipe hereditario) de Tojaristán con residencia en Kunduz. También fue en este reinado que se acogió al misionero indio Prabhakaramitra que después iría a China.

## Desaparición del kanato unificado
En 630 la tribu de los qarluq que se movían entre la punta oriental del lago Baikal y el Tarbagatai se rebeló y el kan fue asesinado. El kanato se fraccionó hacia 665 en dos grupos conocidos por sus transcripciones chinas: los Nushibi al oeste y suroeste del Issyk-Kul y los Dulu al nordeste de este lago, que se rebelaron contra los kan nombrados por China logrando independizarse. 
Yukuk Shad de los dulu intentó reunificar el kanato atacando las colonias militares chinas en la zona de Hami, pero fue derrotado por el general chino Guo Xiaoke cerca de las montañas Bogda Shan entre Kucheng y el actual Urumqi (642). Como el emperador chino apoyó a las hordas del Nushibi tuvo que luchar contra estas y finalmente tuvo que huir en 651. Pocos años después los chinos ocuparon el kanato bajo el mando del general Su Dingfang y establecieron kanes vasallos durante unos 50 años.

## Extinción del kanato
Hacia 700 los chinos fueron expulsados, pero entonces el kanato disponía ya de poco poder. Su-lu, futuro Bilge Kaghan (716-734) restauró un poco el decadente kanato, y en 724 infligió una seria derrota al general Said ibn Amr al-Harashi (que había invadido el valle de Ferganá) en llamada "Jornada de la Sed" en el valle del Sir Daria. En 734 los Turcos Occidentales fueron derrotados por los chinos y Su-lu asesinado por un jefe rival, Buyrok Chor. En 745 la dinastía fue derrocada por los uigures. En 748 los chinos ocuparon la capital Suyab en el valle del río Chu al nordeste de Ferganá y en 749 el príncipe local de Shash fue ejecutado por no haber respetado los deberes de feudatario del Imperio chino.

## Kanes de los turcos occidentales
- Istami (Silzibul) 554-576
- Tardu 576-603
- Niri Qaghan (rebelde 600-603) 600-604
- Basi Tegin 604
- Chuluo (Taman Nipo) (rebelde 602-604) 604-611
- Sheguy (parte occidental 604-611) 611-618
- Tong Yabghu Qaghan 618-630
- Bagadur Kiuliug Shibir Kan 630-631
- Teligegin Irbis Bolunsi Jabgu Kan 631-633
- Nishu (kan de los Dulu) 633-634
- Ishbara Tolis Shad Khilash Kan 634-639
- Yukuk Shad (Kan de los Dulu) 638-653
- Il-Kiuliug Shad Irbis Kan (Kan de los Nushibi 639-640
- Irbis Ishbara Jabgu Kan 640-641
- Irbis Shegui Kan 642-651
- Hallig Ishbara Kan 646-657
- Jenchu Shibir Tardu Kan 653-654
- En China 657-700 
  - Mishe (de los Dulu) 657-664
  - Buzhen (de los Nushibi) 657-667
- Duzhi 671-679 (lucha contra China) 
  - Ashina Yuanking Shad (de los Dulu) 677-693
  - Hushelo (de los Nushibi) 677- ?
- Kibu-Chur (rebelde) 682 
  - Ashina Suizi (de los Dulu) 693-694
- Kutlug Ilteres Kan 682-693
- Mochur Kapagan Kan 693-716 (expulsa a los chinos)
- Fugiuibogiu Kuchuk Kan 716
- Mogilian Bilghe Kan 716-734
- Iolligtegin Izhan Kan 734-739
- Bilghe Kutlugh Tengri Kan 739-741
- Siuan Kan 741
- Il-Itmysh Bilghe Kan 741-742
- Ozmish-Kan 742-743
- Baimei Kan 743-745
- A los uigures 745